# Asadxoʻja Moʻydinxoʻjayev
Asadxoʻja Moʻydinxoʻjayev (* 8. Mai 2001 in Fargʻona) ist ein usbekischer Boxer im Halbmittelgewicht. Er gewann im Weltergewicht die Goldmedaille bei der Weltmeisterschaft 2023 in Taschkent und die Goldmedaille im Halbmittelgewicht bei den Olympischen Spielen 2024 in Paris.

## Karriere
Nachdem er bei der Weltmeisterschaft 2021 in Belgrad im Achtelfinale gegen Sewon Okazawa ausgeschieden war, gewann er bei der Asienmeisterschaft 2022 in Amman nach einer Halbfinalniederlage mit 2:3 gegen Dulat Bekbaujow eine Bronzemedaille.
Bei den Asienspielen 2023 in Hangzhou erreichte er nach einer Niederlage im Viertelfinale gegen Aslanbek Schymbergenow einen fünften Platz, gewann jedoch die Weltmeisterschaft desselben Jahres in Taschkent, wobei er unter anderem Roniel Iglesias, Misheelt Battumur und Dulat Bekbaujow besiegte.
2024 qualifizierte er sich beim 1. Olympiaqualifikationsturnier im italienischen Busto Arsizio mit Siegen gegen Youcef Yaïche, Magomed Schachidov, Alexander Rangel und Zeyad Iashaish für die Olympischen Spiele 2024 in Paris, wo er jeweils Omar Elawady, Nikolai Terterjan, Omari Jones und Marco Verde besiegte und dadurch Olympiasieger wurde.